# Paratybe snizeki
Paratybe snizeki là một loài bọ cánh cứng trong họ Cerambycidae.